# Caitlin Stasey
Caitlin Jean Stasey (Melbourne, Victoria; 1 de mayo de 1990) es una actriz y cantante australiana. Es conocida por haber interpretado a Frankie Thomas en la serie The Sleepover Club, a Rachel Kinski en la serie Neighbours y a Lady Kenna en la serie Reign.

## Primeros años
Caitlin nació en Melbourne, Victoria, donde se crio con su hermana menor Victoria y sus padres David y Sally.
Stasey asistió al Star of the Sea College. A la edad de 10 años, viajó por el mundo como miembro del Coro de Chicas de Australia, y participó en una regrabación de "I Still Call Australia Home", de Peter Allen, para un comercial de Qantas.

## Carrera

### Actuación
Stasey hizo un avance profesional en septiembre de 2003 cuando fue elegida para la serie de televisión infantil The Sleepover Club, interpretando a Francesca 'Frankie' Thomas, la autodenominada líder del club. Stasey hizo un breve retorno al personaje de Frankie en la segunda temporada en 2006.
Después de un año estudiando y asistiendo a audiciones, en abril de 2005 el director de casting Jan Russ la eligió para interpretar a Rachel Kinski en la serie televisiva Neighbors. Su primer episodio fue transmitido el 18 de agosto. Stasey dejó el Star of the Sea College después de ser elegida como Rachel, pero siguió estudiando en un programa de educación a distancia. En septiembre de 2008, Stasey anunció en una entrevista al  Herald Sun que dejaría Neighbours en las próximas semanas, principalmente para concentrarse en sus exámenes de VCE de fin de año. Los productores declararon que su personaje no estaría "muerto", permitiendo a Stasey la posibilidad de regresar. Stasey dijo: "Quiero saber que cuando termine mis exámenes y consiga mi calificación, eso será representativo de mis habilidades. Mis exámenes comienzan en noviembre y quiero poder darles mi plena concentración".
En 2008, Stasey fue elegida para protagonizar la adaptación cinematográfica de la novela adolescente Tomorrow, When the War Began como la protagonista Ellie Linton, una adolescente que documenta su tiempo con un grupo de amigos que luchan contra la invasión de Australia. Durante 2008, Stasey estuvo vinculada a la película de acción en vivo del videojuego y cómic Wonder Boy. Sin embargo, el proyecto fue cancelado por Sega. Robin Morningstar revivió el proyecto como una película animada por computadora pero Stasey se retiró para estar en la adaptación de la película Tomorrow, When the War Began. Su personaje computarizado, aunque con una nueva voz, conserva su rostro. En diciembre de 2008, interpretó a Snow White en una obra en el Norwich Theatre Royal.
Desde 2013 y hasta 2015, Stasey apareció en la serie de televisión estadounidense Reign en el papel de Kenna, una dama de compañía de María I de Escocia. De 2013 a 2016 tuvo un papel recurrente en la serie Please Like Me.
En 2013, protagonizó la película independiente de comedia de terror All Cheerleaders Die, como Maddy. Al año siguiente, apareció en la película I, Frankenstein, como Keziah, miembro de la "Orden de la gárgola".
El 22 de febrero de 2016, Stasey fue elegida para aparecer en el drama de la cadena Fox APB, como Ada Hamilton. El episodio piloto recibió una orden de serie el 10 de mayo, estrenándose en febrero de 2017.

### Música
En 2007, Stasey rechazó un contrato de grabación ofrecido por Tom Nichols, quien hizo lo mismo para la estrella anterior de Neighbours Stephanie McIntosh. Al respecto, dijo que "actuar es mi pasión principal y quería concentrar mis esfuerzos en eso, aunque la mayoría de los actores tienen esa triple amenaza de poder cantar, bailar y actuar".
En 2008, hizo un cover de la canción "I'm Yours", originalmente de Jason Mraz, para su programa de televisión.
El 19 de mayo de 2008, Stasey cantó un dueto con su compañero de reparto de Neighbours Dean Geyer (Ty Harper), siendo realizado en el Erinsborough High School Formal. Lanzado a la tienda australiana de iTunes, alcanzó el puesto número 40 en la lista de la ARIA Digital Tracks.

## Vida personal
Stasey es pansexual, pero en el pasado se identificaba como lesbiana. Ella dijo sobre su sexualidad: "Sé que a mucha gente le molesta que me refiera a mí misma como lesbiana, teniendo en cuenta que tengo una pareja que es hombre... estoy tratando de alejarme lo máximo posible de las etiquetas. Condenación y contradicción, soy más feliz siendo fluida y soy más feliz siendo honesta". En una entrevista para su sitio web, Herself.com, Caitlin declaró que ella está en una "relación algo abierta con el amor de mi vida".
Stasey vive actualmente en Los Ángeles, California.

## Filmografía
| Año  | Título                       | Rol              | Notas        |
| ---- | ---------------------------- | ---------------- | ------------ |
| 2009 | Summer Camp                  | Christine        |              |
| 2010 | Tomorrow, When the War Began | Ellie Linton     |              |
| 2011 | J.A.W.                       | Eve              | Cortometraje |
| 2013 | Evidence                     | Rachel           |              |
| 2013 | All Cheerleaders Die         | Maddy Killian    |              |
| 2014 | Lust for Love                | Trinity/Divinity |              |
| 2014 | Chu and Blossom              | Cherry Swade     |              |
| 2014 | I, Frankenstein              | Keziah           |              |
| 2015 | All I Need                   | Chloe            |              |
| 2016 | Fear, Inc.                   |                  |              |
| 2022 | Smile                        | Laura            |              |

| Año        | Título             | Rol                        | Notas                                                          |
| ---------- | ------------------ | -------------------------- | -------------------------------------------------------------- |
| 2003; 2006 | The Sleepover Club | Francesca "Frankie" Thomas | Papel principal; 27 episodios                                  |
| 2005-2009  | Neighbours         | Rachel Kinski              | Papel regular; 275 episodios                                   |
| 2013-2016  | Please Like Me     | Claire                     | Principal (temp. 1 – 3); Recurrente (temp. 2 – 4) 21 episodios |
| 2013-2015  | Reign              | Kenna de Poitiers          | Papel principal (temp. 1 – 2); 44 episodios                    |
| 2017       | APB                | Ada Hamilton               | Papel principal; 12 episodios                                  |

## Premios y nominaciones
| Año  | Categoría       | Premio             | Trabajo nominado             | Resultado |
| ---- | --------------- | ------------------ | ---------------------------- | --------- |
| 2010 | Best Actress    | IF Award           | Tomorrow, When the War Began | Ganadora  |
| 2006 | Best New Talent | British Soap Award | Neighbours                   | Nominada  |